# 象山公園 (臺北市)
25°01′49″N 121°34′12″E / 25.030326°N 121.5699979°E
象山公園，舊稱中強公園，位於臺灣臺北市信義區信義路五段150巷信義計畫區內，沿著象山山腳而建，是個長條帶狀地形的公園，園內包含了籃球場、溜冰場、涼亭、組合遊具及健康步道等多項設施。
象山公園以保育台北樹蛙著稱，保育區主要集中在象山公園的東北隅，靠近信義快速道路出口的山坡，目前此區植被狀況完整，姑婆芋、野薑花等植物生長茂盛；另外公園內還有人發現原本應該很難得見到的台灣藍鵲。

## 歷史

### 闢建
本公園前身為陸軍所設立的三張犁靶場，隨後因都市計劃變更，靶場遷移至他處，原場地便整頓為中強公園。而由於世居於靶場周圍的居民並未遷走，所以公園內亦有私人住宅；公園四周的山邊，還有多座廟宇，約有5座之多，香火鼎盛，其中一座小土地公廟，建立於公園中的一角落；隔著信義路五段150巷，對街有國王與我、高峰會、澹寧居、華納花園及信義傑仕堡等豪宅。

### 更名
本公園落成時該地尚屬松山區中強里，故命名為中強公園。後來行政區劃改變，本處被劃入信義區三犁里，當地民眾遂提議將公園名稱更新為「象山公園」，以名符其實。臺北市政府公園處於是在2017年底配合本公園改造計畫的完成，將公園名稱正式更變為象山公園。

## 外部連結
- 象山公園 臺北旅遊網
- 象山公園 - 公園走透透
- 中強[象山] 公園  籃球場 （页面存档备份，存于）.臺北市政府體育局